# Pinella (vitigno)
La Pinella è un vitigno a bacca bianca diffuso principalmente nel Veneto.

## Storia
L'origine della pinella è molto antica e compare per la prima volta nel 1324 come uno dei maggiori vitigni coltivati in Friuli, dove oggi è pressoché scomparso. Nonostante la sua antica descrizione, non ci sono molte notizie e riferimenti storici: la sua provenienza sembra sia da individuare in un'area compresa tra l'attuale provincia di Gorizia e la Slovenia. Tra la metà dell'Ottocento e l'inizio del novecento viene studiato da molti ampelografi italiani dopo un lungo periodo durante il quale non si ebbero notizie. Dal 1970 è registrato ufficialmente nel Catalogo nazionale varietà di vite.

## Utilizzo
Oggi il vitigno è principalmente usato nella provincia di Padova, racchiusa nell'area del Parco regionale dei Colli Euganei. Inizialmente usata come uva da taglio, oggi trova applicazione anche per vinificazioni in purezza come nella DOC Colli Euganei pinello. La superficie coltivata a livello nazionale ammonta a 70 ettari.